# ستيفن بيرن
ستيفن بيرن (بالإنجليزية: Stephen Byrne)‏ هو فنان ورسام رسوم متحركة أيرلندي، ولد في 7 مارس 1986 في دبلن في جمهورية أيرلندا.